# Richard Dietzel
Richard Dietzel (* 26. Juli 1891 in Oelsnitz/Vogtl.; † 27. Mai 1962 in Würzburg) war ein deutscher Chemiker und Hochschullehrer.

## Berufliche Laufbahn
Der Sohn eines Gerbereibesitzers studierte seit 1911 Naturwissenschaften in Leipzig und Heidelberg. Von 1914 bis 1918 nahm er als Kriegsfreiwilliger am Ersten Weltkrieg teil. Nach der Promotion 1921 an der Universität Leipzig zum Dr. rer. nat. und der Habilitation 1924 an der Universität München war er von 1935 bis 1945 o. Professor am Institut für Angewandte Chemie an der Universität Erlangen. Bei Kriegsende wurde er aus politischen Gründen entlassen. Von 1950 bis 1959 lehrte er als Professor für Pharmazie und Lebensmittelchemie an der Universität Würzburg.

## Politische Tätigkeit
Während der Weimarer Republik war Dietzel Mitglied im Stahlhelm, Bund der Frontsoldaten. Der Stahlhelm wurde 1933 in die Sturmabteilung (SA) überführt und Dietzel wurde damit automatisch Mitglied der SA. Zum 1. Mai 1937 trat er der NSDAP bei (Mitgliedsnummer 5.499.017). 1944/45 war er Gaudozentenbundführer des Nationalsozialistischen Deutschen Dozentenbundes in Franken.

## Schriften (Auswahl)
- Zur Kenntnis der Fulgide, die Überzahl ihrer Isomeren und ihre Halochromieerscheinungen. Leipzig 1921, OCLC 72882960.
- mit Paul Tunmann: Anleitung zur Darstellung organischer Arzneimittel für Studierende der Pharmazie und Medizin. Stuttgart 1958, OCLC 901890557.